# Port Arthur (Texas)
Port Arthur és una ciutat situada al Comtat de Jefferson, a l'estat estatunidenc de Texas. Segons el cens de l'any 2000, la població era de 57.755 habitants.
Fou fundada per Arthur Stilwell el 1895.